# HD 37605
HD 37605 ist ein 143 Lichtjahre entfernter später Hauptreihenstern im Sternbild Orion. Er besitzt eine scheinbare Helligkeit von 8,7 mag.
Im Jahre 2004 entdeckte William D. Cochran um den Stern den extrasolaren Planeten HD 37605 b.